# Johnny Hollow
Johnny Hollow é uma banda de Guelph, Ontario, Canadá.  
Criada em 2003,  Vincent Marcone, Kitty Thompson, Janine White se conheceram quando foram contratados para criar a trilha sonora de um jogo, logo decidiram montar uma banda.

## Discografia
Johnny Hollow (2003)
Dirty Hands (2008)

## Membros
- Vincent Marcone - Vocal, Designer
- Kitty Thompson - Violoncelo
- Janine White - Teclado, Vocal, Guitarrra